# Ninja Sentai Kakuranger
Dai Rangers Oh-Rangers
Ninja Sentai Kakuranger (忍者戦隊カクレンジャー, Ninja Sentai Kakurenjā, littéralement Kakuranger, l'escadron des ninjas) est une série télévisée japonaise du genre sentai en 53 épisodes de 20 minutes produite en 1994.

## Synopsis
Il y a 400 ans, le clan ninja et le corps armé Yôkai se livrèrent une grande guerre. Le légendaire Sasuke Sarutobi et quatre autres ninjas défirent le Commander Nurahiyon et enfermèrent les autres yôkais dans une cave. Mais un jour, Kappa, l'unique survivant du corps armé Yôkai, combattit les descendants de Sasuke Sarutobi et de Saizo Kirigakure. Ceux-ci ouvrirent malencontreusement la cave, et libérèrent le corps armé Yôkai. Ils furent bientôt rejoints par trois autres descendants du grand ninja, et se mirent à combattre le corps armé Yôkai en tant que Kaku Rangers.

## Personnages

### Kaku Rangers
- Sasuke (サスケ, Sasuke?) / Ninja Red (ニンジャレッド, Ninja Reddo?) :
- Tsuruhime (鶴姫, Tsuruhime?) / Ninja White (ニンジャホワイト, Ninja Howaito?) :
- Seikai (セイカイ, Seikai?) / Ninja Yellow (ニンジャイエロー, Ninja Ierō?) :
- Saizô (サイゾウ, Saizō?) / Ninja Blue (ニンジャブルー, Ninja Burū?) :
- Jiraiya (ジライヤ, Jiraiya?) / Ninja Black (ニンジャブラック, Ninja Burakku?) :

L'appel nominal se conclut par « Se cachant des personnes et coupant le mal. » (「人に隠れて悪を斬る。」, « Hito ni kakure te aku o kiru. ») suivi de « Ninja Sentai ! Kaku Rangers en avant ! » (「忍者戦隊！カクレンジャー見参！」, « Ninja Sentai! Kakurenjā kenzan! »)

### Soutien
- Ninjaman (ニンジャマン, Ninjaman?) (épisodes 36-50, 52 et 53) :

### Corps armé Yôkai
Le corps armé Yôkai (妖怪軍団, Yōkai Gundan) fut vaincu par le clan ninja il y a 400 ans.
- - Nurarihyon (ヌラリヒョン, Nurarihyon?) (épisode 1) : le premier chef du corps.
  - Daimaoh (大魔王, Daimaō?) (épisodes 23, 30-53) : le second chef du corps.
  - Gashadokuro (ガシャドクロ, Gashadokuro?) (épisodes 14-31) : Le fils de Daimaoh.
  - Pr Yugami (ユガミ博士, Yugami-hakase?) (épisodes 12-16, 30-31)
  - Guerrier Yôkai Nue (妖怪戦士ヌエ, Yōkai Senshi Nue?) (épisodes 27-29) :
  - Daidarabotchi (ダイダラボッチ, Daidarabotchi?) (épisode 50) :
  - Yama-uba (ヤマンバ, Yamanba?) (épisodes 50-52) :
- Équipe des Kunoichis fleuries (花のくノ一組, Hana no Kunoichi Gumi?) (épisodes 15-16, 20-53) : C'est l'équipe ninja personnelle de Gashadokuro, qu'il a créée à partir de chats. L'équipe est constituée de :
  - Ayame (菖蒲, Iris?) / Flower Ninja Ayame (花忍アヤメ, Hana Nin Ayame?) : Ayame porte un uniforme bleu profond.
  - Sakura (桜, Fleur de cerisier?) / Flower Ninja Sakura (花忍サクラ, Hana Nin Sakura?) : Sakura porte un uniforme rose.
  - Suiren (睡蓮, Nénuphar?) / Flower Ninja Suiren (花忍スイレン, Hana Nin Suiren?) : Suiren porte un uniforme vert olive.
  - Yuri (百合, Lys?) / Flower Ninja Yuri (花忍ユリ, Hana Nin Yuri?) : Yuri porte un uniforme orange.
  - Ran (蘭, Orchidée?) / Flower Ninja Ran (花忍ラン, Hana Nin Ran?) : Ran porte un uniforme violet.

Les Dorodoros (ドロドロ, Dorodoro) sont les fantassins du corps.
Les Yôkai (妖怪, Yōkai) sont les monstres envoyés sur Terre par le corps.

## Arsenal
- Doron Changer (ドロンチェンジャー, Doron Chenjā?) : Transformateur des Kaku Rangers. Ils revêtent leurs armures par la commande « Super Change, Doron Changer ! » (「スーパー変化ドロンチェンジャー！」, « Sūpā Henge Doron Chenjā! »?)
- Épée secrète Kakuremaru (秘剣カクレマル, Hiken Kakuremaru?)
- Kakulaser (カクレイザー, Kakureizā?)
- Shinobi Knuckle (シノビナックル, Shinobi Nakkuru?) : Un poing américain qui sert également de grappin. En outre, chaque membre (sauf Ninja Red) peut y attacher une arme particulière.
  - White Beak (ホワイトビーク, Howaito Bīku?)
  - Blue Shot (ブルーショット, Burū Shotto?)
  - Yellow Claw (イエロークロー, Ierō Kurō?)
  - Black Bow (ブラックボウ, Burakku Bou [1]?)
- Red Slicer (レッドスライサー, Reddo Suraisā?)
- Kakuranger Ball (カクレンジャーボール, Kakurenjā Bōru?)
- Épée du Tonnerre Hikarimaru (雷鳴剣ヒカリマル, Raimeiken Hikarimaru?)

### Véhicules
- Nekomaru (ネコマル, Nekomaru?)
- Shark Bleeder (シャークブリッダー, Shāku Buriddā?)
- Shark Launcher (シャークランチャー, Shāku Ranchā?)
- Shark Slider (シャークスライダー, Shāku Suraidā?)

## Mechas
Les Kaku Rangers peuvent devenir les Jûshôs géants (巨大獣将, Kyodai Jūshō). L'assemblage a lieu à partir de la commande « Style caché : Technique du Jûshô géant ! » (「隠流巨大獣将の術！」, « Kakureryū Kyodai Jūshō no Jutsu! »). 
- Jûshô Fighters (獣将ファイター, Jūshō Faitā?)
  - Battle Saruder (バトルサルダー, Batoru Sarudā?)
  - Battle Kark (バトルカーク, Batoru Kāku?)
  - Battle Kumard (バトルクマード, Batoru Kumādo?)
  - Battle Logan (バトルロウガン, Batoru Rōgan?)
  - Battle Gammer (バトルガンマー, Batoru Ganmā?)

L'assemblage a lieu à partir de la commande « Fusion ! » (「合体！」, « Gattai! »). 
- Shogun invincible (無敵将軍, Muteki Shōgun?) (épisode 1) : Formé à partir des cinq Chônin Beasts (超忍獣, Chōninjū?) suivants :
  - Red Saruder (レッドサルダー, Reddo Sarudā?) : Piloté par Ninja Red.
  - White Kark (ホワイトカーク, Howaito Kāku?) : Piloté par Ninja White.
  - Yellow Kumard (イエロークマード, Ierō Kumādo?) : Piloté par Ninja Yellow.
  - Blue Logan (ブルーロウガン, Burū Rougan?) : Piloté par Ninja Blue.
  - Black Gammer (ブラックガンマー, Burakku Ganmā?) : Piloté par Ninja Black.

L'assemblage a lieu à partir de la commande « Fusion ninja ! » (「忍者合体！」, « Ninja Gattai! »). 
- Seinin Beast Tsubasamaru (聖忍獣ツバサマル, Seininjū Tsubasamaru?) (épisode 23)

- Grand Shogun caché (隠大将軍, Kakure Daishōgun?) (épisode 31) : Formé à partir des cinq Super-bêtes ninja suivantes :
  - God Saruder (ゴッドサルダー, Goddo Sarudā?) : Piloté par Ninja Red.
  - God Kark (ゴッドカーク, Goddo Kāku?) : Piloté par Ninja White.
  - God Kumard (ゴッドクマード, Goddo Kumādo?) : Piloté par Ninja Yellow.
  - God Logan (ゴッドロウガン, Goddo Rougan?) : Piloté par Ninja Blue.
  - God Gammer (ゴッドガンマー, Goddo Ganmā?) : Piloté par Ninja Black.

L'assemblage a lieu à partir de la commande « Fusion quinque-divine ! » (「五神合体！」, « Goshin Gattai! »). 
- Super-Grand Shogun caché (スーパー隠大将軍, Sūpā Kakure Daishōgun?) : Formé à partir du Grand Shogun caché et de Tsubasamaru.

L'assemblage a lieu à partir de la commande « Fusion ailée ! » (「翼合体！」, « Tsubasa Gattai! »).

## Épisodes
1. Ce sont des Ninjas (忍者でござる, Ninja de Gozaru?)
2. Une dame dangereuse (危ないオバサン, Abunai Obasan?)
3. American Ninja (アメリカン忍者, Amerikan Ninja?)
4. Le policier yôkai (妖怪ポリスマン, Yōkai Porisuman?)
5. The Uneven Strange Gamers (凸凹珍ゲーマー, Dekoboko Chin Gēmā?)
6. The Eyeball Prince! (目玉の王子様！, Medama no Ōjisama!?)
7. This Guy is Huge (こいつぁデカい, Koitsa Dekai?)
8. The Disguised Cat Shop!! (化猫ショップ！！, Bake Neko Shoppu!!?)
9. The Shocking Live Broadcast (ドッキリ生中継, Dokkiri Namachūkei?)
10. The Old Man's Baby-Cry (子泣き爺いぢゃ, Ko Naki Jijii dja?)
11. Rags are the Best! (ボロこそ最高！！, Boro Koso Saikō!!?)
12. They Came Foorth!! New Juushou (出たァ！！新獣将, Detaa!! Shin Jūshō?)
13. Drive Away the Sadness (ブッとばせ不幸, Buttobase Funō?)
14. I'm the Young Noble!! (俺は貴公子だ！！, Ore wa Kikōshi da!!?)
15. Argh! Awesome Guys (げえッ！！凄い奴, Geē!! Sugoi Yatsu?)
16. The Red Monkey's Oni Extermination (赤猿の鬼退治, Aka Saru no Oni Taiji?)
17. The Demon Sword and Underwear!! (魔剣とパンツ！！, Maken to Pantsu!!?)
18. Hello, Mushroom-kun (ハローきのこ君, Harō Kinoko-kun?)
19. The Hellish Trap in Darkness!! (暗闇の地獄罠！！, Kurayami no Jigoku Wana!!?)
20. The Flowery Kunoichi Team (花のくノ一組！！, Hana no Kunoichi Gumi!!?)
21. The Monkey Mimic's Finishing Move (サルマネ必殺技, Saru Mane Hissatsu-waza?)
22. I'll Make You Laugh (笑って頂きます, Waratte Itadakimasu?)
23. Blitzkrieg!! The Strange White Bird (電撃！！白い怪鳥, Dengeki!! Shiroi Kai Tori?)
24. Ah, The End of Volume 1 (あァ一巻の終り, Aa Ikkan no Owari?)
25. A New Departure! (新たなる出発！！, Aratanaru Shuppatsu!!?)
26. The Tsuruhime Family's Super Secret (鶴姫家の超秘密, Tsuruhime-ka no Chō Himitsu?)
27. The End of the Invincible Shogun (無敵将軍の最期, Muteki Shōgun no Saigo?)
28. A Super Big Figure Coming to Japan!! (超大物・来日！！, Chō Dai Mono - Rainichi!!?)
29. History's First Super Showdown (史上初の超対決, Shijō Hatsu no Chō Taiketsu?)
30. Reunion With a Traitorous Father (再会 裏切りの父, Saikai Uragiri no Chichi?)
31. Behold!! A New Shogun (見たか！！新将軍, Mita ka!! Shin Shōgun?)
32. Don't Lick Me, Face Thief (ナメんな顔泥棒, Namen na Kao Dorobō?)
33. The Perverse Village (あまのじゃく村, Amanojaku Mura?)
34. The Bride's Sandy Hell!! (花嫁砂地獄！！, Hanayome Suna Jigoku!!?)
35. The Three Punishment Sisters (おしおき三姉妹（シスターズ）, Oshioki San Shisutāzu?)
36. Abarenbo Ninja!! (暴れん坊忍者！！, Abarenbō Ninja!!?)
37. The Paper Umbrella Dance Queen (唐傘ダンス女王, Karakasa Dansu Joō?)
38. Mooo~! A Repulsive Cow (モオ～ッ嫌な牛, Mō~- Iya na Ushi?)
39. Iit's a Special Compilation!! (特別編だよっ！！, Tokubetsu Hen Da yō!!?)
40. The Heisei Fox Battle (平成キツネ合戦, Heisei Kitsune Kassen?)
41. The Stray Ghost (はぐれゴースト, Hagure Gōsuto?)
42. The Plundered Ninja Power (強奪忍者パワー, Gōdatsu Ninja Pawā?)
43. The Last Day of the Sanshinshou (三神将最期の日, Sanshinshō Saigo no Hi?)
44. The Wound-Filled Great Reversal (傷だらけ大逆転, Kizu Darake Dai Gyakuten?)
45. The Confused Santa (慌てん坊サンタ, Awatenbō Santa?)
46. The New Spring Manga Hell (新春まんが地獄, Shinshun Manga Jigoku?)
47. The 100-Burst Human Fireworks (人間花火百連発, Ningen Hanabi Hyaku Renpatsu?)
48. The Great Snow Woman's Snowball Fight (大雪女の雪合戦, Ōyuki Onna no Yukigassen?)
49. Suddenly!! Poor (突然！！ビンボー, Totsuzen!! Binbō?)
50. Special Selection!! The Youkai Inn (特選！！妖怪の宿, Tokusen!! Yōkai no Yado?)
51. Hero Elimination (英・雄（ヒーロー）・失・格, Hīrō Shikkaku?)
52. Finale!! Father and Daughter (大団円！！父と娘, Daidan'en!! Chichi to Musume?)
53. Sealing!! (封印！！, Fūin!!?)

## Distribution
Les héros
- Teruaki Ogawa : Sasuke / Ninja Red
- Satomi Hirose : Tsuruhime / Ninja White
- Shun Kawai : Seikai / Ninja Yellow
- Hiroshi Tsuchida : Saizô / Ninja Blue
- Kane Kosugi : Jiraiya / Ninja Black

Soutien
- : Sandayû Momochi
- : Tarô et Jirô
- : Bun
- : Punishment Sailor Sisters
- les Fivemen
- les Jetmen
- les Zyu Rangers
- les Dai Rangers

Le corps armé Yôkai

## Autour de la série
- L'expression faciale et la gestuelle des Dorododos est inspirée du visage du tableau d'Edvard Munch Le Cri.
- Les noms des Kaku Rangers sont tirés de ninjas légendaires, comme Sasuke ou Jiraya, également présents dans Naruto.
- À l'exception de Ninja Black, les Kaku Rangers sont inspirés des personnages de La Pérégrination vers l'Ouest. Ninja Red correspond à Sun Wukong (d'où le singe), Ninja White à Xuanzang (du fait qu'elle soit la leader), Ninja Blue à Sha Wujing et Ninja Yellow à Zhu Bajie.
- Le ranger rouge est le héros principal, mais en théorie le chef de l'équipe est la ranger blanche.
  - C'est la deuxième fois que le leader de l'équipe n'est pas le ranger rouge, la première étant JAKQ.
  - C'est la première série Super sentai à avoir une fille comme leader ; et la seule si on ne compte pas la courte période où Hime Shinken Red était la leader des Shinkengers.
- Certains éléments et scènes furent utilisés par Haim Saban pour produire la troisième saison de la série américaine Power Rangers (et son spin-off, Alien Rangers).